# Elma, Iowa
Elma är en ort i Howard County i Iowa. Vid 2020 års folkräkning hade Elma 505 invånare.